# Perényi Zsigmond (ugocsai főispán)
Perényi báró Perényi Zsigmond (Ardó, 1783. november 18. – Pest, 1849. október 24.) nagybirtokos, Ugocsa vármegye főispánja, az Országos Honvédelmi Bizottmány tagja, a szabadságharc vértanúja. Apja Perényi István Nyitra és Ung vármegye főispánja, anyja Horváth Éva bárónő. Első felesége Sztojka Júlia, második neje: Kovachich Leopoldina. Fia, Zsigmond, országgyűlési képviselő (1867-1882, 1892-1896), valamint Bereg és Ugocsa vármegyék főispánja (1882-1889). Unokája, báró Perényi Zsigmond (1870-1946) későbbi belügyminiszter, felsőházi elnök.

## Élete
A Perényi család Magyarország legrégibb főúri nemzetségei közé tartozik. Bár a három részre szakadt ország viszonyai között vagyonuk jelentős részét elvesztették, a 18. században még jómódú középbirtokos családnak számítottak.
Zsigmond Beregszász-Végardón született, majd a kornak megfelelően az alapvető ismereteket házi tanítók révén sajátította el. A gimnáziumot a nagyszombati nemesi konviktus tagjaként végezte. Ezt követően tanulmányait Kassán folytatta, ahol a jogakadémián végzett, majd kötelező joggyakorlatát Pesten és Pozsonyban töltötte.

### Pályája a reformkorban
1805-től Bereg vármegye főjegyzőjeként lépett a közéletbe. 1808-tól Ung vármegye országgyűlési követeként vett részt az országgyűléseken. Alapvetően a diétán a sérelmi ellenzékkel tartott. Ugyan 1814-ben alispánná választották, de rövidesen lemondott tisztségéről: közelebbről nem ismert okok miatt királyi biztos vizsgálódott iránta. Az 1820-as években juhtenyészete fejlesztésével igyekezett kihasználni a gyapjúkonjunktúrát, valamint timsógyárat hozott létre. A mezőgazdaság korszerűsítése iránti elkötelezettségét mutatja, hogy alapításától tagja volt az Országos Magyar Gazdasági Egyesületnek.
1825-től tért vissza a politikai közéletbe, a főrendi ellenzék egyik vezéralakja lett. Születési jogon részt vett az reformországgyűlések felsőtáblájának munkájában. 1825 és 1829 között Bereg vármegye első alispánja, majd elfogadja a Helytartótanács által felkínált állást és a katonaság ellátásával foglalkozó tartományi bizottság aligazgatója lett. Az 1831-es kolerajárvány idején királyi biztos a Galíciával szomszédos országrészben. 1834-től a legfelsőbb bírói fórum, a Hétszemélyes Tábla bírájává nevezték ki. Az Akadémia 1835-ben igazgatósági taggá választotta, ugyanebben az évben ellenzéki szerepe ellenére Ugocsa vármegye főispánja lett. Bíróként részt vett Kossuth és Wesselényi perének fellebbviteli tárgyalásán. Wesselényi esetében felmentésre, Kossuth esetében az ítélet enyhítésére szavazott. Az 1840-es évek országgyűlésein a mérsékelt főrendi ellenzék tagjának számított. Az örökváltság és a hűbéri viszonyok eltörléséért, a társadalmi reformokért harcolt, támogatta a Lánchíd építését. 1847-ben ott volt az Ellenzéki Nyilatkozat kiadását előkészítő tanácskozásokon.

### Szerepe a forradalom és szabadságharc idején

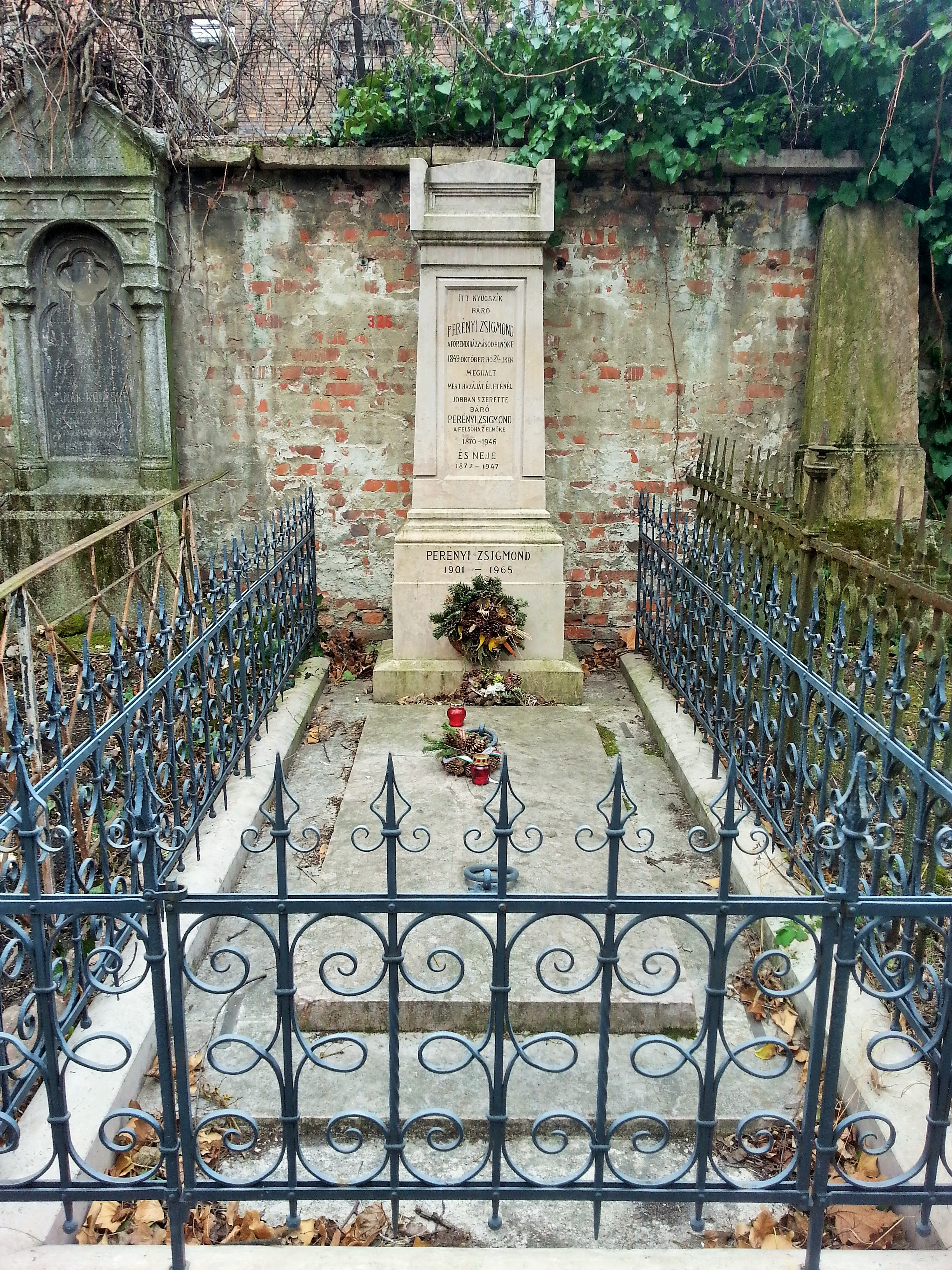
Perényi Zsigmond sírja a Fiumei úti sírkertben (falsírbolt, J325)

Az első felelős magyar kormány megalakulása előtt az Ellenzéki Kör igazságügy-miniszternek javasolta, míg Batthyány Lajos felajánlotta számára a király személye körüli miniszterséget, de ő ezt nem vállalta. 1848 májusában miniszteri biztosként vett részt az uniót kimondó kolozsvári országgyűlésen. Visszatérése után V. Ferdinánd király az országgyűlés felsőházának másodelnökévé nevezte ki. Megalakulásától kezdve részt vett az Országos Honvédelmi Bizottmány ülésein, majd október 3-án hivatalosan is tagja lett. Ettől kezdve ő képviselte a legfőbb végrehajtó hatalmat gyakorló bizottmányt – a tulajdonképpeni kormányt – a felsőházban. Már eddig is kulcsszerepe volt a felsőház munkájában: az ő sürgetésére fogadták el augusztus végén a hadügyi és pénzügyi törvényjavaslatokat, majd a felsőházi elnök, Mailáth György Bécsbe történt távozása után ő vezette az üléseket.
December végén ő javasolta, hogy ne csak a kormány, hanem a működését legitimáló országgyűlés is költözzön Debrecenbe. Formailag továbbra is másodelnök maradt, azonban Majláth távollétében az ideiglenes fővárosban az összes felsőházi ülést Perényi Zsigmond vezette. 1849. április 14-én, a trónfosztás kimondásakor a debreceni nagytemplomban a képviselőház elnökével Almásy Pállal együtt elnökölt a tanácskozáson. Sőt, azon egyértelműen a függetlenség kimondása mellett foglalt állást. A függetlenségi nyilatkozatot sietve hagyatta jóvá a felsőházzal és a lehető leggyorsabban Almásyval együtt hitelesítette.
Neve a kormányalakítás kapcsán is többször felmerült, azonban Kossuth Lajos mint kormányzó elnök 1849. május 29-étől a Hészemélyes Törvényszék elnökévé nevezte ki (e tisztét 1849. augusztus 11-éig töltötte be). A felsőház utolsó ülésére – Perényi elnökletével – 1849. május 31-én került sor Debrecenben, Pesten és Szegeden már nem sikerült elegendő tagot összehívni. Mindvégig kitartott az országgyűlés és a kormány mellett, így ő is Aradra vonult.
A világosi fegyverletétel után, augusztus 16-án a világosi Bohus-kastélyban Duschek Ferenc pénzügyminiszterrel együtt tartóztatták le a császári hatóságok. Tárgyalása alatt a függetlenségi nyilatkozattal való azonosulását és az egész szabadságharcban betöltött szerepét öntudatosan vállalta. Október 24-én Szacsvay Imre képviselőházi jegyzővel és Csernus Menyhért miniszteri tanácsossal együtt végezték ki a pesti Újépület mellett.
A Fiumei úti sírkertben nyugszik.

## Emlékezete
Nagyszőlősön (Kárpátalja) a volt Ugocsa megyei vármegyeháza ma a magyar tannyelvű Perényi Zsigmond Középiskolának ad otthont. Az épület előtt áll Perényi Zsigmond 1906-ban készült szobra, Székely Ernő alkotása. (A szobor eredetileg a város főterén állt.)